# Tom Reichelt
Tom Reichelt, né le 12 mai 1982 à Marienberg, est un fondeur allemand qui a débuté en sa
carrière en décembre 2000. Il a fini troisième d'un 50 kilomètres libre disputé à Oslo en 2006.

## Palmarès

### Jeux olympiques
| Épreuve / Édition | Sprint                           | Sprint    | 15 km | 15 km                            | Poursuite 2 × 15 km | 50 km | Relais | Relais    |
| Épreuve / Édition | libre                            | classique | libre | classique                        | Poursuite 2 × 15 km | 50 km | Sprint | 4 × 10 km |
| JO 2010 Vancouver | Épreuve inexistante à cette date | —         | 46e   | Épreuve inexistante à cette date | —                   | 35e   | —      | —         |

Légende :
- : pas d'épreuve
- — : Non disputée

### Championnats du monde
- 3 participations : 2007, 2009, 2011.
- Meilleur résultat : 18e.

### Coupe du monde
- Meilleur classement au général : 37e en 2011.
- 3 podiums : 
  - 1 podium en épreuve individuelle : 0 victoire, 0 deuxième place et 1 troisième place.
  - 2 podiums en épreuve par équipes, dont 0 victoire, 0 deuxième place et 2 troisièmes places.